# Mallinella maolanensis
Mallinella maolanensis är en spindelart som beskrevs av Wang, Ran och Chen 1999. Mallinella maolanensis ingår i släktet Mallinella och familjen Zodariidae. Inga underarter finns listade i Catalogue of Life.